# Live at Red Rocks
Live at Red Rocks ist das zweite Live-Album der US-amerikanischen Alternative-Metal-Band Disturbed. Das Album wurde am 18. November 2016 über Reprise Records veröffentlicht.

## Entstehung
Für Live at Red Rocks schnitt die Band ihren Auftritt vom 15. August 2016 im Red Rocks Amphitheatre in Morrison, Colorado mit. Sänger David Draiman erklärte in einem Interview, dass er einst das Konzertvideo Under a Blood Red Sky von der Band U2 sah und danach unbedingt selbst ein Konzert dort spielen wollte. Zuvor hatten Disturbed mit Music as a Weapon II bereits 2004 ein Live-Album veröffentlicht, jedoch waren auf diesem Album auch Lieder der Bands Chevelle, Taproot und Unloco, mit denen Disturbed auf Tournee waren, vertreten. Lost Soul ist ein bislang unveröffentlichtes Interludium. Das Konzert wurde von Ashton Parsons und Brent Carpenter aufgenommen, wobei Parsons die Aufnahmen auch mischte. Das Mastering übernahm Troy Glessner.

## Titelliste

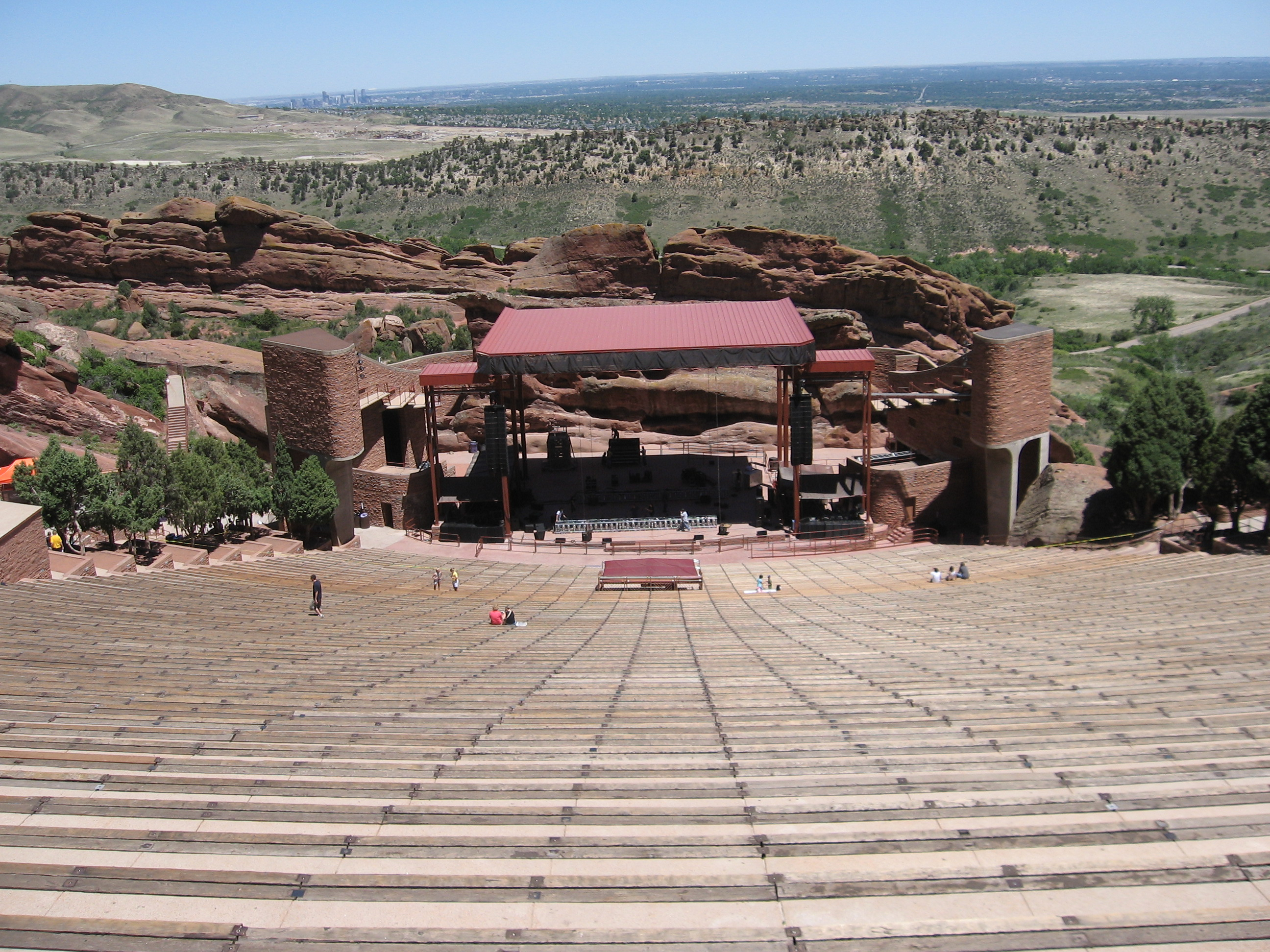
Das Red Rocks Amphitheater

1. Introduction – 1:23
2. Ten Thousand Fists – 3:28
3. The Game – 3:54
4. The Vengeful One – 5:02
5. Prayer – 3:46
6. Liberate – 3:34
7. The Animal – 4:22
8. Stupify – 5:27
9. The Sound of Silence – 4:20
10. Lost Soul – 0:56
11. Inside the Fire – 3:55
12. The Light – 5:18
13. Stricken – 4:16
14. Indestructible – 4:41
15. Voices – 3:17
16. Down with the Sickness – 7:13

## Rezeption

### Rezensionen
James Christopher Monger vom Onlinemagazin Allmusic zeigte sich überrascht, dass Disturbed bei der Songauswahl „eher auf die Favoriten der Fans denn auf aktuelleres Material“ gesetzt haben. Die Band „wisse, was die Fans wollen und liefern“. Rezensent Alex vom Onlinemagazin Neckbreaker schrieb, dass das Album „die Livequalitäten der Band in außergewöhnlichem Maße widerspiegelt“. Das „Liveerlebnis bleibt erhalten und wird, eine gute Heimanlage vorausgesetzt, ebenfalls transportiert“. Er vergab 8,5 von zehn Punkten.

### Chartplatzierungen
| ChartsChartplatzierungen       | Höchstplatzierung | Wochen |
| ------------------------------ | ----------------- | ------ |
| Deutschland (GfK)              | 72 (1 Wo.)        | 1      |
| Vereinigte Staaten (Billboard) | 98 (1 Wo.)        | 1      |